# Ruzyňský mlýn
Ruzyňský mlýn (Pod Hvězdou) je zaniklý vodní mlýn v Praze 6-Ruzyni v ulici Jinočanská, který stál na Litovickém potoku u zdi obory Hvězda.

## Historie
Vodní mlýn, původně dřevěný, je zmíněn v urbáři z roku 1406. Patřil k ruzyňské usedlosti č.p. 2, kterou k roku 1567 vlastnil Zikmund Žižka. Roku 1577 jej koupil za 150 kop grošů míšeňských majitel ruzyňské usedlost č.p. 5. Mlýn během třicetileté války zpustl a byl velmi zanedbaný. Od roku 1633 jej vlastnil spolu s č.p. 2 Jan Šesták, který jej zanedlouho přenechal za 55 kop grošů míšeňských Janu Truhlářovi.
Mlynář Jan Truhlář mlýn roku 1662 znovu vystavěl jako kamenný a zděný a oddělil jej tak od statku. Tekoucí vodu nesměl ale zadržovat, protože tekla hradním příkopem, pouze při mletí ji směl podržet. Vystavěl proto náhon přehrazením Litovického potoka a vedl vodu před mlýn, kde byla zásobní nádrž. Odtud voda tekla vrchem na mlýnské kolo se spádem 2,1 metru, využitou pak vedl do místa, kde se vlévala zpět do koryta potoka.
Po roce 1938 byl mlýn zbořen a jeho rozvaliny zasypány. Při představebním archeologickém průzkumu byly objeveny a poté ustoupily novostavbě.